# Baierbrunn (Adelsgeschlecht)

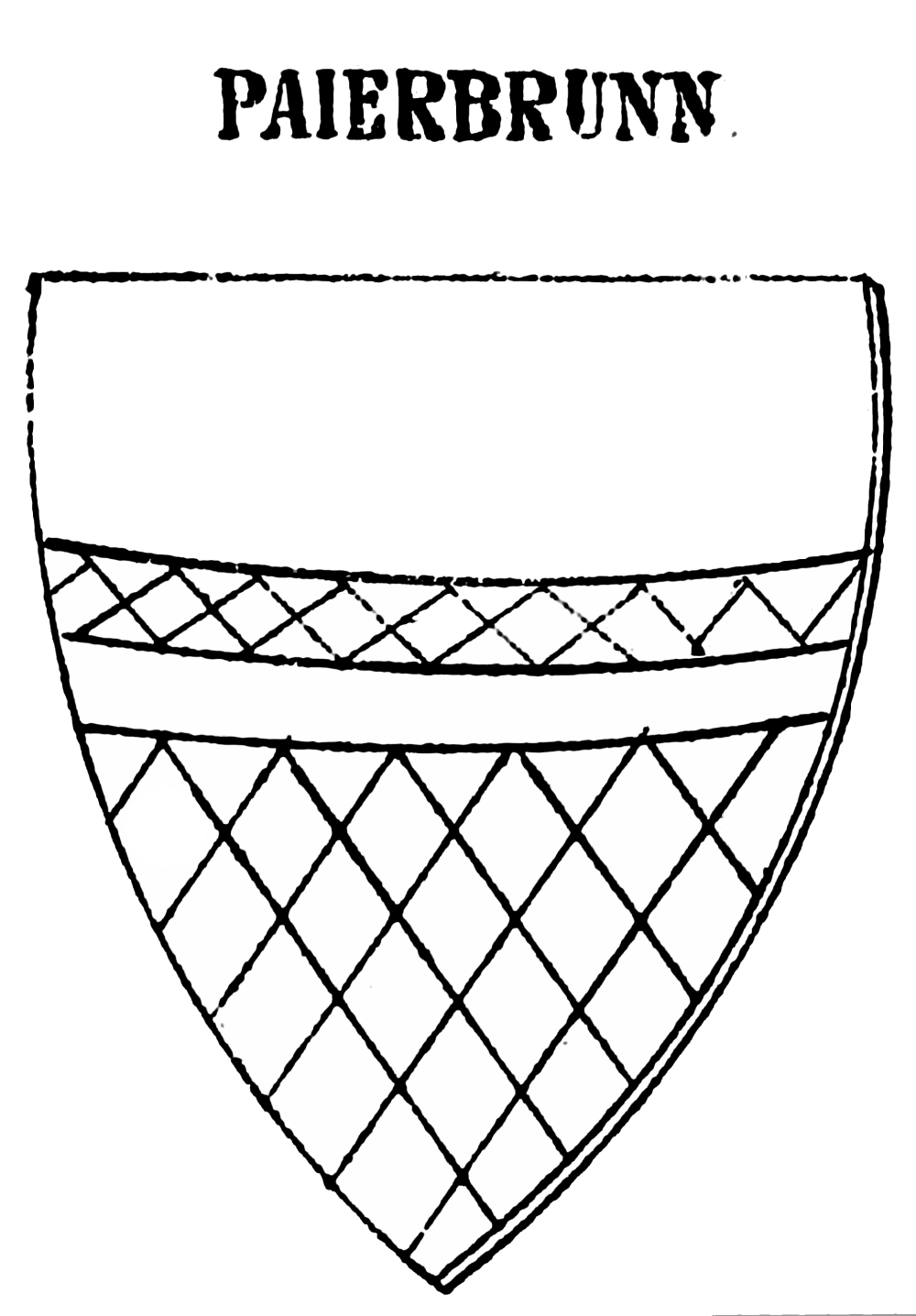
Wappen derer von Baierbrunn in Siebmachers Wappenbüchern

Die Herren von Baierbrunn (auch: Paierbrunn) waren ein Adelsgeschlecht im Mittelalter. Sie traten häufig als Zeugen in Angelegenheiten der mächtigsten Herrscher in Erscheinung. Einige Familienmitglieder waren spätestens seit 1212 herzogliche Truchsesse im Dienst der Wittelsbacher. Zwar ist das Wappen der Baierbrunner wegen angeblicher Hilfe Konrads IV. von Baierbrunn in der Schlacht bei Mühldorf inzwischen am Isartor abgebildet, doch scheint dies eine von Johannes Aventinus erfundene Legende zu sein.

## Geschichte
In der ersten Hälfte des 13. Jahrhunderts, in der Blütezeit der Baierbrunner waren sie im Konflikt zwischen den Andechsern und Wittelsbachern nicht unbedeutend, da sie sich als Anhänger der Wittelsbacher lokal eher auf Andechser Territorium befanden. So wurde auch die Burg Baierbrunn am Abend des 20. Dezember 1238 einst vom Herzog von Meranien gebrandschatzt.
Der Besitz der Baierbrunner erstreckte sich vorwiegend westlich, nordwestlich ihres Stammsitzes Baierbrunn, Also um die Würm und zwischen Würm und Amper. Seit Beginn des 13. Jahrhunderts besaßen sie das Hofamt des herzoglichen Truchsessen erblich, seit Herzog Ludwig I. waren sie führende Ministeriale des bayerischen Herzogshauses.
Stammlinie
Joachim Lauchs erörterte einige mögliche Mitglieder des Geschlechts vor Einsetzen der durchgehenden Stammlinie.
So erwähnte er Siboto von Baierbrunn (de Panprunnan), der um 1068 eine Schenkung von Gütern an das Kloster Tegernsee bezeugte. Sehr wahrscheinlich sein Sohn war Richeri, Zeuge einer weiteren Güterschenkung an das Kloster Tegernsee, wahrscheinlich um 1100. Im Jahr 1126 oder Frühjahr 1127 war ein Sigboto von Baierbrunn (Sigipoto de Peirprunnen) Zeuge einer Übergabe einer Magd an das Kloster Tegernsee. Hierbei handelte es sich vermutlich um einen Sohn des vorgenannten Richeris.
Als nächsten Baierbrunner erwähnte Lauchs Siboto, der z. B. um 1150 Zeuge eines Tauschgeschäfts des Andechser Grafen Berthold gewesen ist.
Dann nannte er Erchanbolt, Arbo und Heinrich, die jeweils als „von Baierbrunn“ bezeichnet wurden und möglicherweise Brüder gewesen sind. Erchanbolt, ein Vogt des Klosters Schäftlarn, taucht in auf mutmaßlich um Mitte des 12. Jahrhunderts zu datierenden Urkunden auf und war zumindest so bedeutend, dass er Leibeigene besaß. Arbo war vermutlich ein naher Verwandter Erchanbolts. Heinrich bezeugte ein Tauschgeschäft zwischen dem Oberföhringer Pfarrer und dem Kloster Schäftlarn.
Eine ununterbrochene Stammlinie setzt im Ausklang des 12. Jahrhunderts an: Bei Sigboto († zwischen 1170 und 1180) und seinem Sohn Konrad († zwischen 1197 und 1199). Sie waren, wobei der Zeitpunkt vermutlich zwischen 1140 und 1152 gelegen hat, gemeinsam mit Megenwart (Sigboto, Kǒnrat, Megenwart de Baierbrunnen) Zeugen einer Güterschenkung des Hartwich von Endlhausen an das Kloster Schäftlarn. Schriftlich festgehalten wurde auch das Ziehen an ihren Ohren (per aures tracti) für ein besseres Erinnerungsvermögen. Heinrich war ein Bruder Konrads, und Konrad II. des letzteren Sohn.
Sigboto war zwischen 1140 und 1160 „weiterhin als Zeuge für Traditionen an das Kloster Schäftlarn tätig“ und gegen die Jahre um 1160 als Salmann bzw. Delegator, also Mittelsmann eines an das Kloster geschenkten Guts.
Auch sein Sohn Konrad war immer wieder als Zeuge und auch als Salmann tätig, im Jahr 1160 sogar am Hoftag des Kaisers Friedrich Barbarossa in Laufen an der Salzach, wo Konrad im Gefolge des Pfalzgrafen Friedrich von Wittelsbach eine Schenkung an das Kloster Prüfening bezeugte. Auch war Konrad Zeuge bei Beurkundungen des Wittelsbacher Herzogs Otto, Bischofs Otto von Freising und Herzog Ludwigs. Dass Konrad immer wieder als Zeuge in namhaften Kreisen erschien, begründete sich eher auf seine Ebenbürtigkeit als dass er ein Dienstmann gewesen wäre. Regional betraf der Zuständigkeitsbereich Konrads bzw. seiner Familie die Grafen von Andechs und überregional die Wittelsbacher, die im weiteren Verlauf Herzöge in Bayern wurden. Um 1170 war Konrad ein Zeuge einer Schenkung Ottos und Konrads von Valley. Um 1175–1180 schenkten Sigboto und Konrad ihrer Leibeigenen Ita und deren Kindern die Freiheit. Um 1178/1179 schenkte Konrad dem Kloster Schäftlarn einen Hof in Kleinhadern
Konrad II. († wahrscheinlich 1236; spätestens 1238) heiratete Agnes aus Indersdorf, Tochter des Otto von Aschering. Aus ihrer Ehe entstammten Konrad III. und Otto. Konrad II. war als erster seiner Familie Ministeriale des Herzogs von Bayern.
Otto († 2. Nov 1247) war verheiratet mit Kunigunde. Zu seiner Beerdigung am 22. November in Schäftlarn war der bedeutendste Adel der Umgebung anwesend. Vermutlich stand sein Tod im Zusammenhang mit den Kämpfen der Wittelsbacher gegen die Grafen von Wasserburg bei oder in Regensburg.
Konrad III. († zwischen 1258 und 1265) war verheiratet mit einer Tochter des Heinrich von Vagen. Aus ihrer Ehe entstammten ein Sohn Otto und vier Töchter Auch Konrad III. fungierte in den 1250er Jahren als Zeuge einer Schenkung an das Kloster Schäftlarn. In den 1250er Jahren, als Ober- und Niederbayern geteilt wurde, war er Zeuge beim künftigen niederbayerischen Herzog Heinrich. 1258 dann wiederum bei Herzog Ludwig von Oberbayern. Eberhard von Greifenberg war Konrads Neffe.
Konrads III. Sohn Otto († 23. Juni zwischen 1293 und 1298) kann als bedeutend am Bayerischen Herzogshof bezeichnet werden. Im März 1265 bürgte er für Herzog Ludwig seitens des Streits mit Ludwigs Bruder Heinrich, dem Herzog von Niederbayern. Gleichzeitig war er Truchsess. Er stiftete die Heiliggeistkapelle in Schäftlarn, die wahrscheinlich 1268 von Bischof Konrad von Freising geweiht wurde. Am 2. Februar 1276 „beschwor“ er in Anwesenheit zweier anderer Adliger, Herzog Ludwigs und König Rudolphs von Habsburg, den Waffenstillstand zwischen den Herzögen Ludwig und Heinrich. Konrad hinterließ einen Sohn Konrad IV. von Baierbrunn (* 28. Februar 1275; † 1. Februar 1333).
Konrads IV. Sohn wiederum hieß Otto II. (* 1301; † Ende 1327). Danach erlosch dieses Geschlecht.

## Burg
Die Burg derer von Baierbrunn lag wahrscheinlich schon vor Entstehung der bereits verfallenen Burg (siehe Burgstall Baierbrunn) an gleicher Stelle, hatte aber eher kleine Ausmaße.

## Wappen
Das in frühen Siegeln abgebildete Wappen derer von Baierbrunn blasonierte Lauchs wie folgt: ein schmaler Balken unter breitem Schildhaupt.
In späteren Siegeln ist das Wappen nach Lauchs Worten „dreimal geteilt von vermutlich zwei Farben“ bzw. dreimal gleichmäßig geteilt.
Er erwähnte auch Philipp Apians Darstellung bzw. Blasonierung des Wappens „viermal von weiß und schwarz gequert“, das letztendlich dem dreimal geteilten Wappen entspricht.
Wenn also das heutige Gemeindewappen von Bayerbrunn drei schwarze schmale Balken aus dem Wappen der adligen Herren von Baierbrunn entnommen haben will, mag das ein Missverständnis gewesen sein, da das Wappen der Herren von Baierbrunn nicht von drei schwarzen Balken geteilt gewesen ist, sondern schlichtweg dreimal geteilt. Klemens Stadler blasonierte das Wappen 1968 – zwei Jahre vor Einführung des Baierbrunner Gemeindewappens – wie folgt: mit drei Leisten belegter Schild.
Das Wappen am Münchner Isartor zeigt zwei schwarze Balken im goldenen Schild und entspricht daher keiner der vorherigen Blasonierungen.

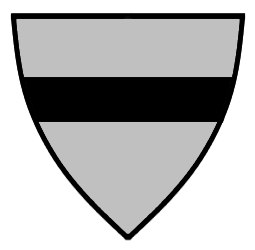
Frühes Wappen
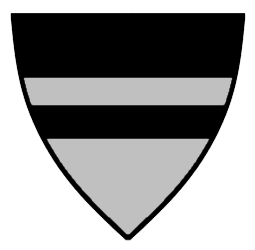
Späteres Wappen
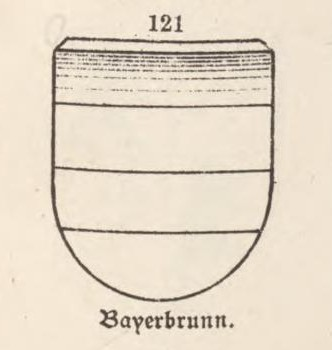
Wappen in Philipp Apian’s Topographie von Bayern
Wappen der Gemeinde Baierbrunn
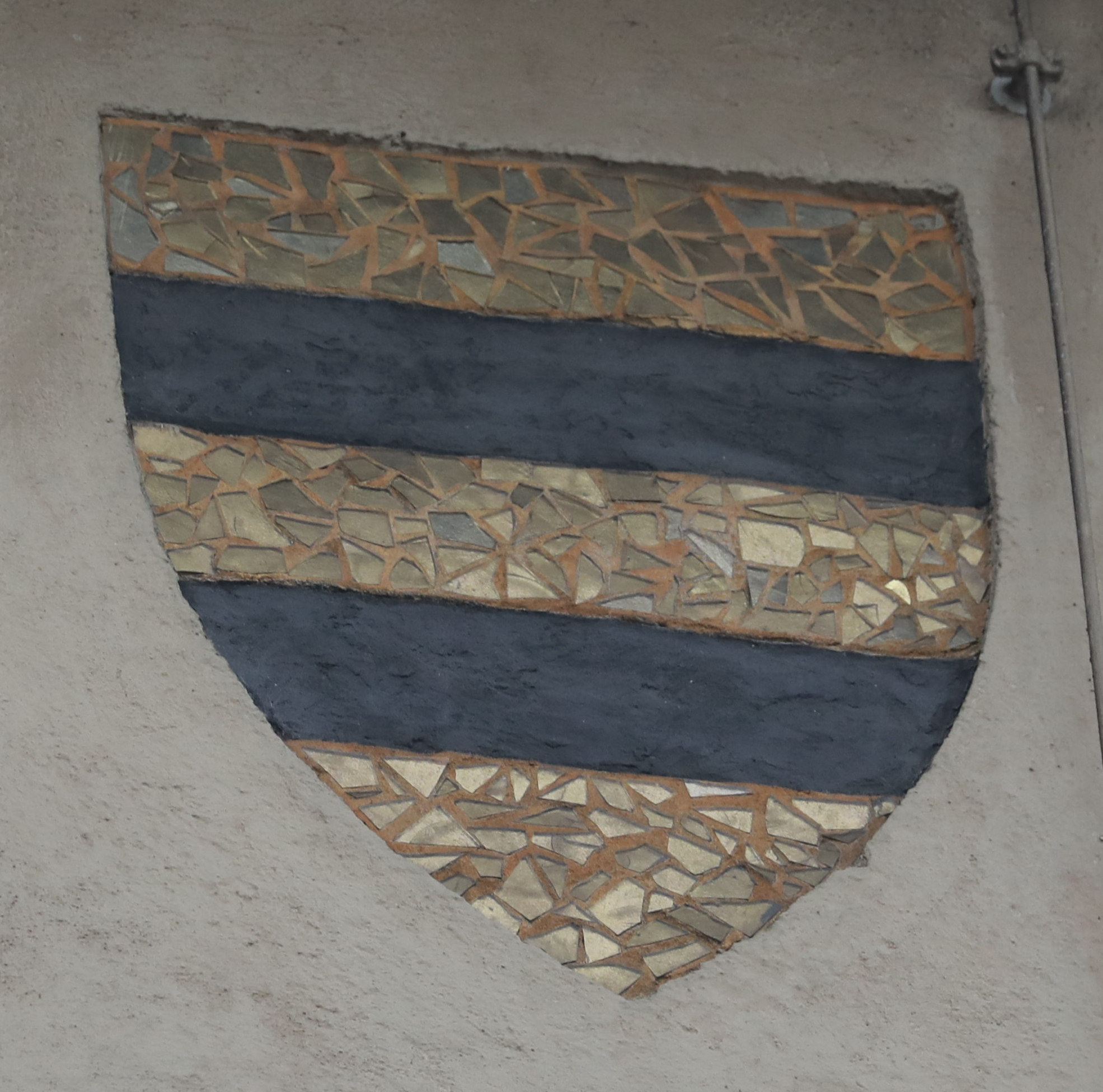
Wappen am Isartor

Das 1884 in Siebmachers Wappenbuch von Gustav Adelbert Seyler beschriebene und abgebildete Wappen zeigt ein goldenes Einhorn im blauen Schild. Seyler berief sich auf Wiguleus Hunds Metropolis Salisburgensis. („Hund III M. S.“). Im nächsten Band von 1906 korrigiert Seyler das Wappen und begründet: „Die Angabe Hunds hinsichtlich des Wappens ist nicht richtig. Otto de Pairbrunnen verkauft 1268 dem Sighard Sendlinger, Bürger zu München einen Hof in Obersendlingen. Sein Siegel zeigt einen geteilten Balken; die obere Hälfte des Balkens und die untere des Schildes sind weckenartig schraffirt. Otto v. Bairbraun 1288 und Konrad von Pairbrunn 1328 führten ebenfalls den geteilten Balken.“